# NGC 6685
NGC 6685 é uma galáxia elíptica (E-S0) localizada na direcção da constelação de Lyra. Possui uma declinação de +39° 58' 56" e uma ascensão recta de 18 horas, 39 minutos e 58,6 segundos.
A galáxia NGC 6685 foi descoberta em 29 de Maio de 1887 por Edward D. Swift.